# Paulus Aulus Pompeia
Paulus Aulus Pompeia (Sorocaba, 1 de outubro de 1911 – São Paulo, 10 de fevereiro de 1993) foi um engenheiro, físico, pesquisador e professor universitário brasileiro. 
Membro associado da Academia Brasileira de Ciências, era professor emérito do Instituto Tecnológico de Aeronáutica, instituição que ajudou a fundar junto ao Ministério da Aeronáutica.

## Biografia
Paulus nasceu na cidade paulista de Sorocaba, em 1911. Era filho de Jonas Pompéia e de Maria das Dores Junqueira de Oliveira Pompéia. Seu pai era engenheiro elétrico, formado pela Universidade de Syracuse, nos Estados Unidos e incentivava o filho desde pequeno a montar e desmontar pequenos circuitos elétricos e criar seus equipamentos eletrônicos. A influência do pai o levou a ingressar no curso de Engenharia Elétrica da Escola Politécnica da Universidade de São Paulo em 1930.
Em 1932, devido à Revolução Constitucionalista de 1932, junto de outros alunos da Politécnica, Paulus construiu armamentos para as frentes de batalha. Terminado o conflito, Paulus reassumiu os estudos. Em sua turma, ingressou um aluno transferido do Recife, Mário Schenberg, do qual Paulus se tornaria um grande amigo e colaborador.
Em 1934, o último passo para a consolidação da Universidade de São Paulo se deu com a criação da Faculdade de Filosofia, Ciências e Letras (FFCL). Vários alunos da Politécnica começaram a assistir aulas de Matemática e Física ministradas por professores europeus como Luigi Fantappiè e Gleb Wataghin. Schenberg foi para a nova faculdade e insistiu para Paulus o seguisse. Paulus, por sua vez, estava concluindo o curso na Politécnica e trabalhava na Caixa Econômica Federal, no período noturno, não tendo tempo para assistir mais aulas.

## Carreira
Paulus concluiu o curso de engenharia em 1935 e começou a trabalhar no Instituto de Eletrotécnica e Energia (IEE) da USP. Um ano depois, matriculou-se no curso de Matemática da FFCL, com a intenção de transferir-se para a Física. Com a ajuda de Wathagin, Paulus se transferiu para o curso de física, onde passou a integrar o grupo de pesquisa em Raios Cósmicos, onde também já se encontrava o professor Marcello Damy, que veio a se tornar o pioneiro da Física Nuclear no Brasil.
Com a ida de Damy para a Inglaterra para seu doutorado, o professor Wathagin precisava de alguém para substitui-lo e convidou Paulus, que aceitou prontamente. Paulus se formou em física em 1939. No ano seguinte fez várias experiências com detecção de Raios Cósmicos, tanto na superfície, no laboratório do Departamento de Física, quando no subterrâneo, dentro do túnel da Avenida Nove de Julho, ainda em construção e na mina de ouro de Morro Velho, a uma profundidade de 200 a 400 metros abaixo do nível do mar.
Em 1940, recém-casado com Wanda Mattos Pimenta Pompeia, o professor Wathagin o envia para a Universidade de Chicago, para um curso de aperfeiçoamento, no laboratório do prêmio Nobel de Física, Arthur Holly Compton, onde permaneceu até 1942. Em 7 de dezembro de 1941, o Japão atacou a base naval de Pearl Harbour, o que obrigou os Estados Unidos a entrar na guerra, o que dividiu o laboratório de Compton, para abrigar o grupo liderado por Enrico Fermi, que se dedicava ao desenvolvimento da bomba atômica. Paulus foi convidado a integrar o grupo, entretanto alegando razões pessoas e a neutralidade do Brasil na guerra, Paulus recusou e voltou ao Brasil.
Com a entrada do Brasil na guerra, o então reitor da Universidade de São Paulo criou os Fundos Universitários de Pesquisas para a Defesa Nacional, em uma colaboração com o Ministério da Guerra e o Departamento de Física da FFCL. Era preciso fabricar pólvora, cuja importação se tornou bastante difícil por causa da guerra. De forma a determinar o poder explosivo da pólvora era preciso avaliar o alcance do projétil que a utilizava e para isso era necessário medir a velocidade inicial do projétil. Paulus criou então um método eficiente para a determinação daquela velocidade inicial, contribuindo assim para o esfôrço de guerra do país.
A Marinha de Guerra também pediu ajuda ao grupo de pesquisa da USP, pois navios brasileiros estavam sendo atacados e afundados no litoral por submarinos alemães. Era preciso detectar esses submarinos antes dos ataques. Assim, o Departamento de Física se uniu ao Instituto de Pesquisas Tecnológicas, ao Instituto de Eletrotécnica e à Escola Politécnica, para a produção de um sonar brasileiro, que pudesse localizar os submarinos em profundidade. Havia vários problemas a superar, como a produção de um aço inox de boa qualidade, mas o grupo conseguiu produzir o equipamento. Várias indústrias foram convocadas em São Paulo para a produção em série do novo sonar, impulsionando a indústria metalúrgia e eletrônica do estado.
Com o fim do conflito, divergências dentro da universidade surgiram sobre a a criação de um Instituto de Física autônomo. Nãso concordando com a com os rumos do projeto, Paulus se transferiu para a Escola Politécnica, onde foi trabalhar no laboratório de microondas. Logo depois foi convidado para montar o Laboratório de Microscopia Eletrônica, uma técnica de análise pioneira e extremamente poderosa para a época. Paulus deixou o o Microscópio Eletrônico à disposição de todos os setores da Universidade e foram muitos os pesquisadores que se beneficiaram da nova técnica.

## ITA
Em 1948, Paulus foi convidado pelo Ministério da Aeronáutica, por intermédio do professor Ernesto Luiz de Oliveira Júnior, para compor a Comissão de Organização do Centro Técnico da Aeronáutica (COCTA). Paulus já tinha trabalhado com alguns oficiais quando fazia detecção de Raios Cósmicos em grandes altitudes, a bordo de aviões da FAB.
| “ | Decidi ir para São José porque queria mostrar que é possível no Brasil a gente ter uma Escola de Engenharia onde professores e alunos trabalhassem em regime de tempo integral. Em segundo lugar, uma escola de engenharia onde existiria a carreira de professor. Sempre me impressionou muito essa diferença que existia em ser professor (universitário) no Brasil e ser professor nas universidades estrangeiras. Se um indivíduo com um salário 1, solteiro, sem obrigações, depois de alguns anos com a responsabilidade de família, passa a ganhar 60% mais (...) esse indivíduo não vai poder fazer uma carreira universitária nem uma carreira acadêmica. Isso me preocupava desde aquele tempo (...). A carreira de professor no ITA, nessa ocasião, começava com um salário 1, como auxiliar de ensino e se ele fosse a full professor (professor titular), atingiria quatro vezes mais o salário inicial. | ” |

Paulus defendeu seu doutorado em 1949, enquanto organizava a criação do Instituto Tecnológico de Aeronáutica junto do ministério. As aulas começariam em 1950, mas durante o ano de 1949 ele montou o Departamento de Física e Química, adquirindo o equipamento necessário, quase todo importado e estruturou o quadro docente.
Bastante preocupado com a qualidade do ensino de física, Paulus defendia que os cursos básicos de Matemática, Física e Química deveriam fornecer ao estudante os alicerces em que se assentariam as matérias especializadas. Ele também se preocupava com preparo dos estudantes que se candidatavam ao ITA nos primeiros anos da década de 1950 e não pretendendo baixar o nível da escola para absorver os candidatos menos preparados, ele criou um Ano Prévio, para o qual entravam os candidatos que tinham algum preparo em Matemática, mesmo que fracos em Física e Química.
Também participava de mesas redondas com educadores de São Paulo, Rio de Janeiro e Minas Gerais para discutir o assunto, concluiu-se que o problema estava na formação dos professores. Assim, a partir de 1952, ele organizou, vários cursos pioneiros de aperfeiçoamento para professores de Física de todo o Brasil, que eram trazidos para o ITA pelo antigo Beechcraft, aeronave que servia ao COCTA.
Paulus retornaria ao ITA em 1965, onde os ares do golpe militar tinham tomado os corredores. Vários alunos e professores fora desligados e os que permaneciam eram ameaçados pelo terror implantado pelo então diretor geral. Ele então recusou a chefia do departamento de física e retornou a São Paulo, onde a esposa, a assistente social Wanda Mattos Pimenta Pompéia, e seus doze filhos já estavam estabelecidos (entre eles a escritora Magui). Percebendo que seria impossível ir contra a situação política, Paulus pediu sua aposentadoria e se afastou definitivamente do ITA em 20 de junho de 1966.
Em 1966 assumiria a a cadeira de Física Aplicada na Faculdade de Arquitetura e Urbanismo da USP (FAU-USP). Foi o primeiro professor da FAU a ser contratado em regime de tempo integral, única forma de dedicação ao ensino superior que ele aceitava. Paulus permaneceu na FAU até 1970, quando recebeu convite do Superintendente do Instituto de Pesquisas Tecnológicas para formar pesquisadores de alta qualificação, assumindo assim o cargo de Assessor Científico Cultural, sendo responsável por criar a infraestrutura adequada para que os profissionais do IPT fizessem cursos de aperfeiçoamento e de pós-graduação, em instituições brasileiras e estrangeiras.
Paulus permaneceu no IPT por onze anos. Em 1980, Paulus encerrou sua carreira profissional e passou a se dedicar a projetos pessoais.

## Morte
Paulus morreu em 10 de fevereiro de 1993, em São Paulo, aos 81 anos.